# جيم يولس
جيم يولس (بالإنجليزية: Jim Uhls)‏ (و. 1957  م) هو كاتب سيناريو، ومنتج أفلام أمريكي، ولد في ميزوري.

## التعليم
تعلم في جامعة دريك، وتعلم في جامعة كاليفورنيا، لوس أنجلوس
.

## وصلات خارجية
- جيم يولس على موقع IMDb (الإنجليزية)
- جيم يولس على موقع ألو سيني (الفرنسية)
- جيم يولس على موقع أول موفي (الإنجليزية)
- جيم يولس على موقع قاعدة بيانات الأفلام السويدية (السويدية)
- جيم يولس على موقع قاعدة بيانات الفيلم (الإنجليزية)
- جيم يولس على موقع كينوبويسك (الروسية)